# Köprüüstü, Araklı
Köprüüstü là một xã thuộc huyện Araklı, tỉnh Trabzon, Thổ Nhĩ Kỳ. Dân số thời điểm năm 2011 là 423 người.